# Ectropothecium campanulatum
Ectropothecium campanulatum är en bladmossart som beskrevs av Mitten 1869. Ectropothecium campanulatum ingår i släktet Ectropothecium och familjen Hypnaceae. Inga underarter finns listade i Catalogue of Life.